# ケンタッキーもしも劇場
『ケンタッキーもしも劇場』は2017年4月13日から同年7月6日までAbemaTVにて配信されていたミニドラマ。第1弾『もしも小倉唯が...』、第2弾『もしも福山潤が...』が配信された。

## 概要
日本ケンタッキー・フライド・チキン（以下：KFC）がAbemaTV初の1社提供によるオリジナルドラマ番組として2017年4月13日よりアニメ24チャンネルにて配信開始。第1弾として声優・小倉唯を主演とする『もしも小倉唯が...』が2017年4月13日から翌月5月25日まで配信され、続いて第2弾として同じく声優の福山潤が主演の『もしも福山潤が...』が翌週6月1日から翌月7月6日まで配信された。番組の最後に発表されるキーワードをKFCのLINE公式アカウントに送信すると、抽選でプレゼントが当選するキャンペーンも行われた。

## 番組内容
小倉唯、福山潤が、ケンタッキーフライドチキンの商品にまつわる様々なキャラクターを演じる1話完結型のドラマ。各話別々のKFCの商品にまつわるキャラクターに扮し、それぞれのシチュエーションでドラマが展開され、毎回異なる演者の表情を楽しめるシリーズとなっている。また、番組中で各回のテーマに合わせたKFCの商品を演者が美味しそうに頬張るシーンが見所であり、演者が視聴者と疑似会話しているかのような構成で、配信時間の3分間を演者とまるで二人きりのような時間を楽しめる番組内容となっている。

## 反響
ケンタッキーもしも劇場『もしも小倉唯が…』は、当時の「AbemaTV」のミニドラマとしては過去最高の視聴数を記録。 SNSを中心に話題となり、初回配信から1ヶ月経過してもなお、ケンタッキーフライドチキン公式YouTubeチャンネル内のアーカイブ動画の再生回数が伸び続けていたとのこと（アーカイブ動画は2017年7月31日で公開終了）。

## 各話リスト
| #                 | 初回配信日        | サブタイトル           | 紹介商品・サービス     |
| もしも小倉唯が... | もしも小倉唯が... | もしも小倉唯が...      | もしも小倉唯が...      |
| ----------------- | ----------------- | ---------------------- | ---------------------- |
| #1                | 2017年 4月13日    | 定番好きな彼女         | オリジナルチキン       |
| #2                | 4月20日           | ポップな家庭教師       | ポップコーンチキン     |
| #3                | 4月27日           | セレブな同級生         | 三ツ星フィレサンド     |
| #4                | 5月4日            | 家族想いな妹           | わくわくパック         |
| #5                | 5月11日           | 塩対応な秘書           | 極旨塩だれチキン       |
| #6                | 5月18日           | 骨抜きにされる嫁       | 骨なしケンタッキー     |
|                   | 5月25日           | 特別篇                 | 公式アプリ             |
| もしも福山潤が... |                   |                        |                        |
| #1                | 6月1日            | 情熱的な社交ダンス講師 | CHIZZAプルコギ         |
| #2                | 6月8日            | いいとこどりの男子     | いいとこどりパック     |
| #3                | 6月15日           | 包み込む彼氏           | 野菜たっぷりツイスター |
| #4                | 6月22日           | 女子力高めの塾講師     | Krushers               |
| #5                | 6月29日           | 辛口な上司             | レッドホットチキン     |
|                   | 7月6日            | 特別篇                 | -                      |

## スタッフ
|                                                 | もしも小倉唯が...                           | もしも福山潤が...                           |
| ----------------------------------------------- | ------------------------------------------- | ------------------------------------------- |
| 総監督（クリエイティブディレクター） 企画・構成 | 植田誠（ADK）                               | 植田誠（ADK）                               |
| 演出                                            | 渋谷曜                                      | 渋谷曜                                      |
| プロデューサー                                  | 羽田将、宮澤文（Candee）、山ノ内禎枝（MMJ） | 羽田将、宮澤文（Candee）、山ノ内禎枝（MMJ） |
| 構成                                            | 瀧澤光春、田中利幸                          | 瀧澤光春、田中利幸                          |
| Dir                                             | 都筑翔太                                    | 都筑翔太                                    |
| AP                                              | 飯田一真                                    | 飯田一真                                    |
| カメラ                                          | 大塚孝輔                                    | 大塚孝輔                                    |
| カメラ                                          | 中島大樹                                    |                                             |
| 音声                                            | 大井剛                                      | 大井剛                                      |
| 編集・MA                                        | 映像通信                                    | 映像通信                                    |
| 音効                                            | 阿部雄太                                    | 阿部雄太                                    |
| メイキング                                      | 武田正文（ADK）                             |                                             |
| 制作                                            | ADK                                         | ADK                                         |
| 制作協力                                        | Candee                                      | Candee                                      |

## 配信サイト
| 配信開始日    | 配信時間           | 配信サイト                                         | 備考                                                |
| ------------- | ------------------ | -------------------------------------------------- | --------------------------------------------------- |
| 2017年4月13日 | 木曜 22:57 - 23:00 | AbemaTV                                            | 見逃し視聴の対象外                                  |
|               | 木曜 23:00 更新    | ケンタッキーフライドチキン 公式 YouTube チャンネル | AbemaTV配信後のアーカイブ配信 2017年7月31日まで公開 |